# Beauvernois
Beauvernois é uma comuna francesa na região administrativa de Borgonha-Franco-Condado, no departamento Saône-et-Loire. Estende-se por uma área de 8,44 km². Em 2010 a comuna tinha 111 habitantes (densidade: 13,2 hab./km²).